# The National (álbum)
The National é o álbum de estreia da banda The National, lançado em 30 de Outubro de 2001.

## Faixas
Todas as faixas escritas e compostas por The National. 
| N.º | Título                | Duração |  |
| 1.  | "Beautiful Head"      | 3:08    |  |
| 2.  | "Cold Girl Fever"     | 4:06    |  |
| 3.  | "The Perfect Song"    | 3:15    |  |
| 4.  | "American Mary"       | 4:03    |  |
| 5.  | "Son"                 | 5:20    |  |
| 6.  | "Pay for Me"          | 3:23    |  |
| 7.  | "Bitters & Absolut"   | 4:00    |  |
| 8.  | "John's Star"         | 3:05    |  |
| 9.  | "Watching You Well"   | 3:02    |  |
| 10. | "Theory of the Crows" | 4:37    |  |
| 11. | "29 Years"            | 2:50    |  |
| 12. | "Anna Freud"          | 3:09    |  |